# Свєтичево
Свєтичево (серб. Светићево) — село в Сербії, належить до общини Бачка-Топола Північно-Бацького округу в багатоетнічному, автономному краю Воєводина.

## Населення
Населення села становить 205 осіб (2002, перепис), з них:
- серби — 107 — 52,19%;
- мадяри — 83 — 40,48%;

Решту жителів  — різні етноси, зокрема: югослави, чорногорці, німці і кілька русинів-українців.